# 聖盧西亞米爾帕斯阿爾塔斯
聖盧西亞米爾帕斯阿爾塔斯（西班牙語：Santa Lucía Milpas Altas），是危地馬拉的城鎮，位於該國西南部，由薩卡特佩克斯省負責管轄，面積19平方公里，海拔高度1,966米，2002年人口10,126，人口密度每平方公里532.95人。
14°35′N 90°41′W / 14.583°N 90.683°W